# Alleyne Francique
Alleyne Francique, född den 7 juni 1976, är en friidrottare från Grenada som tävlar på 400 meter. 
Franciques genombrott kom när han var i final vid VM 2001 och slutade på en sjätte plats med tiden 46,23. Han var även i final vid VM 2003 och slutade åter på en sjätte plats denna gång med tiden 45,48. 
Vid VM-inomhus 2004 blev han världsmästare med tiden 45,88. Samma år var han i final vid Olympiska sommarspelen 2004 slutade han fyra med tiden 44,66. 
Efter att ha missat finalen vid VM 2005 lyckades han året efter försvara sitt guld vid inomhus-VM 2006. Samma år slutade han på andra plats vid Samväldesspelen 2006 efter John Steffensen. 
Han missade final både vid VM 2007 och vid Olympiska sommarspelen 2008.

## Personliga rekord
- 200 meter - 20,83
- 400 meter - 44,47